# Federico Guglielmo IV di Prussia
Federico Guglielmo IV (Berlino, 15 ottobre 1795 – Potsdam, 2 gennaio 1861) fu il sesto re di Prussia dal 1840 al 1861, in quanto figlio primogenito di Federico Guglielmo III di Prussia e Luisa di Meclemburgo-Strelitz.

## Biografia

### I primi anni

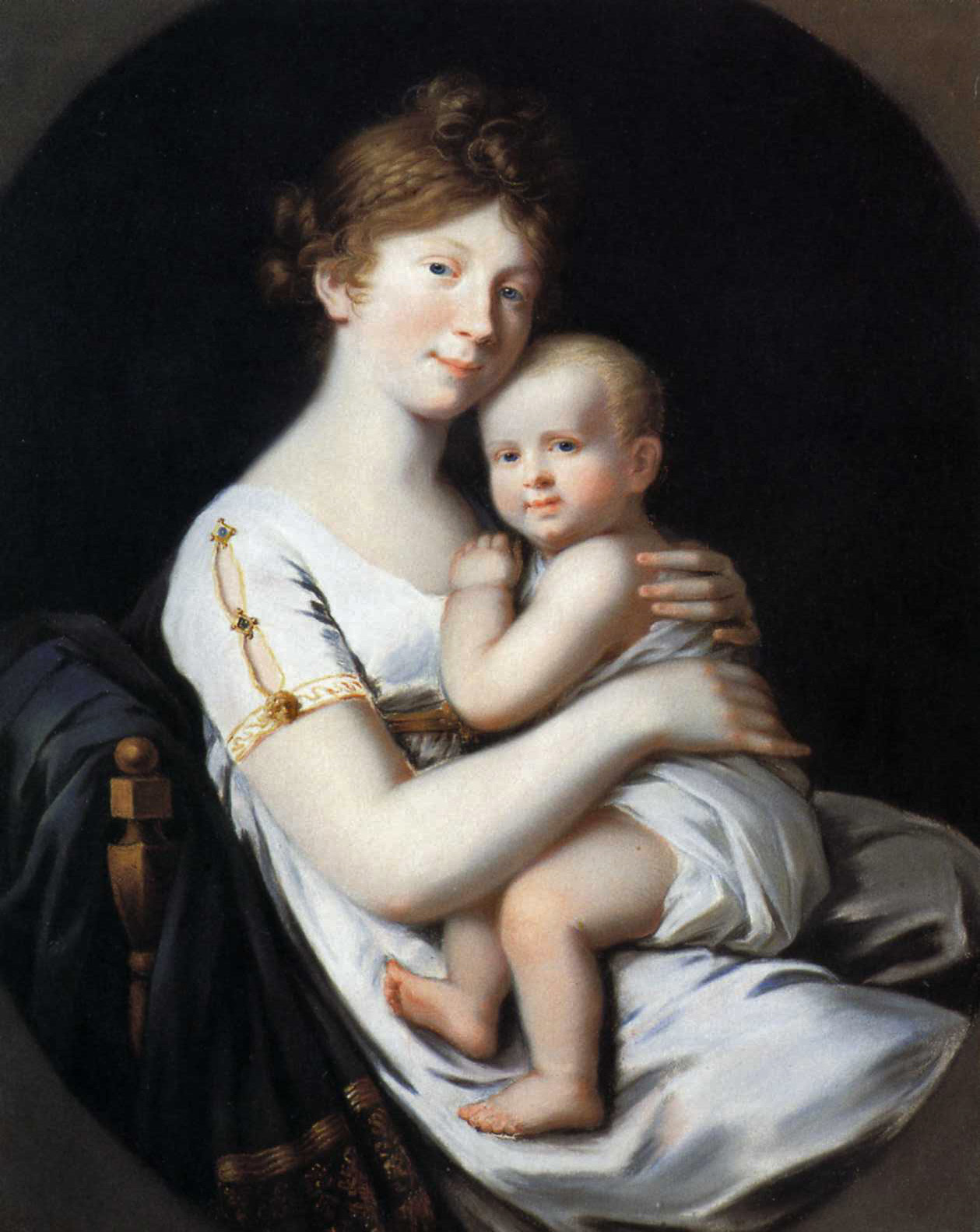
La principessa Luisa di Meclemburgo-Strelitz col giovane Federico Guglielmo, ritratto del 1796 dipinto da Johann Heinrich Schröder

Federico Guglielmo venne educato a Potsdam da tutori privati, molti dei quali, membri della Reale Accademia delle Scienze di Berlino, avevano fatto esperienze civili di rilievo, come per esempio Friedrich Ancillon, lo storico Barthold Georg Niebuhr e il giurista Friedrich Carl von Savigny. Egli ebbe anche un'educazione di tipo militare che coltivò direttamente sul campo di battaglia grazie agli scontri con la Francia di Napoleone Bonaparte, ai quali prese parte nel 1814, pur mostrandosi indifferente al mestiere delle armi tanto caro a molti dei suoi antenati.
La sua personalità artistica lo portava invece a interessarsi di architettura e giardinaggio paesaggistico, distinguendosi per essere divenuto patrono di molti artisti tedeschi del suo tempo, incluso l'architetto Karl Friedrich Schinkel. Nonostante la differenza di religione e a seguito di lunghe trattative diplomatiche, egli sposò Elisabetta Ludovica di Baviera nel 1823, ma la coppia non ebbe figli, probabilmente per l'impotenza del sovrano diagnosticata dal medico Christoph Wilhelm Hufeland.
Come cultore del Romanticismo, promosse le arti tedesche e fu patrono di altri artisti prestigiosi, nutrendo un particolare interesse per il Medioevo: era affascinato dal passato tedesco in quella che gli sembrava la sua forma più mirabile, il Sacro Romano Impero.
Nel 1815, a soli vent'anni, quando era ancora principe ereditario, fece una proposta di costituzione per lo stato, che però non venne mai applicata, dal momento che la maggior parte dell'aristocrazia intendeva mantenere il proprio consolidato potere. Egli si schierò d'altro canto contro la liberalizzazione e l'unificazione della Germania, preferendo permettere all'Austria di rimanere la principale delle potenze dell'area tedesca.

### L'ascesa al trono

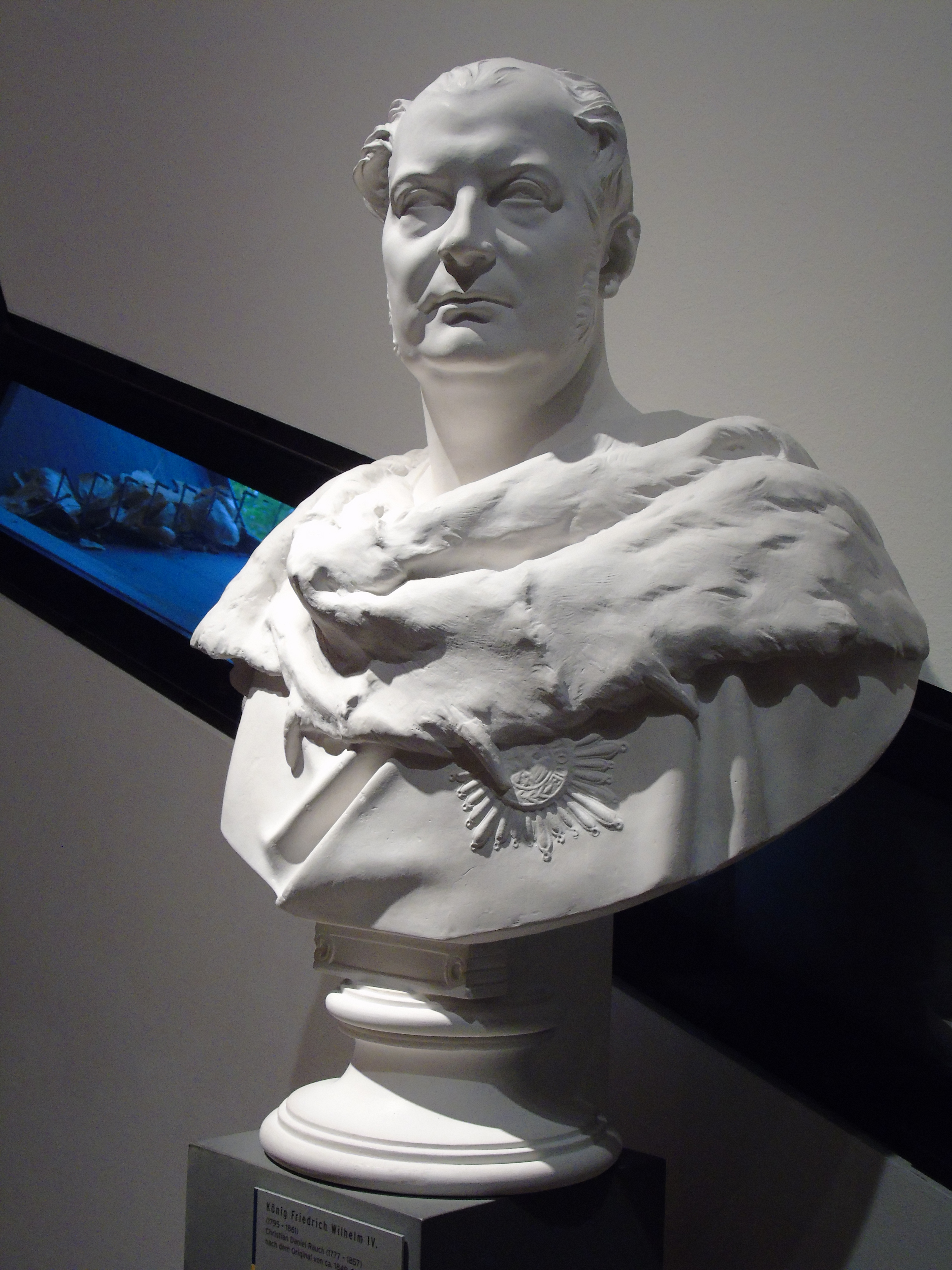
Busto di Federico Guglielmo IV di Christian Daniel Rauch del 1840

Alla morte del padre, egli ascese al trono prussiano. Decise tuttavia di dare un tono diverso alla politica reazionaria inaugurata dal genitore defunto, diminuendo la censura sulla stampa e promettendo a un certo punto l'entrata in vigore di una costituzione, ma si rifiutò paradossalmente di avallare un'assemblea popolare legislativa, preferendo lavorare di concerto con l'aristocrazia in gruppi di lavoro locali nelle varie regioni del Regno di Prussia. Malgrado fosse un devoto luterano, i suoi sentimenti romantici lo posero in contrasto nella città di Colonia per aver liberato dalla prigionia Clemente Augusto di Droste-Vischering, arcivescovo di quella città, e per l'aver contribuito alla costruzione della Cattedrale di Colonia, una città nota per la sua propensione al romanticismo.
Nel 1844 egli partecipò personalmente alla cerimonia d'inaugurazione della stessa cattedrale, divenendo il primo monarca di Prussia a fare il proprio ingresso in una cattedrale cattolica. Tornando sul piano politico, nel 1847 venne infine obbligato a convocare un'assemblea nazionale, che però non fu mai un vero e proprio corpo rappresentativo, ma più che altro una "dieta unita" che comprendeva tutte le province dello stato, che avevano propri diritti di tassazione.
Mostrò una certa propensione a venire incontro alle richieste degli esponenti moti rivoluzionari del 1848 in Prussia; in ciò, non condivideva appieno la politica rigida del padre, alla quale si riavvicinò comunque in seguito. Quando anche in Prussia scoppiò la rivoluzione nel marzo del 1848, il re inizialmente tentò di reprimerla con la forza, ma successivamente richiamò le proprie truppe e si pose alla testa del movimento il 19 marzo di quello stesso anno. Egli formò così un governo di stampo liberale e diede alla luce la costituzione tanto attesa dalla Prussia. Quando però il suo trono fu nuovamente al sicuro da opposizioni, rioccupò Berlino con la forza e ristabilì l'ordine precedente. Fu anche l'ultimo sovrano, seppur ormai nominale, a regnare sul Canton Neuchâtel, l'unico principato all'interno della Confederazione Elvetica che, sempre nel 1848, aveva formalmente abolito la monarchia, dandosi un ordinamento repubblicano. Federico Guglielmo riconobbe la fine del casato degli Hohenzollern su questa porzione di territorio svizzero solo nel 1857.
Egli a ogni modo aveva cambiato il proprio concetto di unificazione della Germania, il che spinse il Parlamento di Francoforte a offrirgli la corona dell'Impero tedesco il 3 aprile 1849, onore che egli rifiutò per l'eccessivo peso che essa avrebbe rappresentato in un periodo così incerto e non volendo soprattutto attirarsi le ire dell'Impero Austriaco. Essendo un tradizionalista reazionario, si pronunciò contro i borghesi che volevano rendergli la corona sostenendo che egli non aveva nulla da chiedere né da ricevere da una massa di bottegai.
Sotto l'aspetto della politica interna, egli fondò una nuova costituzione che divideva finalmente il governo in due camere: quella alta formata da aristocratici ed eletta dalla camera legislativa, quella bassa composta dai tassati, suddivisi per fasce di tassazione. Non venne mai concesso il suffragio universale. La costituzione, inoltre, riservava al re il privilegio di eleggere tutti i ministri, ristabilendo anche le diete provinciali e ponendo a capo dell'esercito sempre il monarca. Tale costituzione rimase in vigore sino alla dissoluzione del regno nel 1918.

### Gli ultimi anni
Nel 1857 il sovrano fu colpito da una paralisi che interessò la metà sinistra del suo corpo e incise anche sulle sue capacità mentali. Suo fratello Guglielmo divenne reggente per lui sino alla sua morte, avvenuta nel 1861, quando lo stesso Guglielmo succedette al trono, in quanto Federico Guglielmo non aveva avuto figli dal proprio matrimonio.
In accordo con le sue istruzioni testamentarie del 1854, Federico Guglielmo IV venne sepolto nella cripta sotto l'altare della Friedenskirche a Potsdam.

## Ascendenza
|                                           |                                                 |                                                        | Genitori                                                              |  |  | Nonni |  |  | Bisnonni                     |  |  | Trisnonni                       |  |
|                                           |                                                 |                                                        |                                                                       |  |  |       |  |  | Augusto Guglielmo di Prussia |  |  | Federico Guglielmo I di Prussia |  |
|                                           |                                                 |                                                        |                                                                       |  |  |       |  |  | Augusto Guglielmo di Prussia |  |  | Federico Guglielmo I di Prussia |  |
|                                           |                                                 | Sofia Dorotea di Hannover                              |                                                                       |  |  |       |  |  | Augusto Guglielmo di Prussia |  |  |                                 |  |
| Federico Guglielmo II di Prussia          |                                                 |                                                        |                                                                       |  |  |       |  |  | Augusto Guglielmo di Prussia |  |  |                                 |  |
|                                           |                                                 | Luisa Amalia di Brunswick-Lüneburg                     | Ferdinando Alberto II di Brunswick-Lüneburg                           |  |  |       |  |  |                              |  |  |                                 |  |
|                                           |                                                 | Luisa Amalia di Brunswick-Lüneburg                     | Ferdinando Alberto II di Brunswick-Lüneburg                           |  |  |       |  |  |                              |  |  |                                 |  |
|                                           |                                                 | Luisa Amalia di Brunswick-Lüneburg                     | Antonietta Amalia di Brunswick-Wolfenbüttel                           |  |  |       |  |  |                              |  |  |                                 |  |
| Federico Guglielmo III di Prussia         |                                                 | Luisa Amalia di Brunswick-Lüneburg                     |                                                                       |  |  |       |  |  |                              |  |  |                                 |  |
|                                           |                                                 | Luigi IX d'Assia-Darmstadt                             | Luigi VIII d'Assia-Darmstadt                                          |  |  |       |  |  |                              |  |  |                                 |  |
|                                           |                                                 | Luigi IX d'Assia-Darmstadt                             | Luigi VIII d'Assia-Darmstadt                                          |  |  |       |  |  |                              |  |  |                                 |  |
|                                           |                                                 | Luigi IX d'Assia-Darmstadt                             | Carlotta di Hanau-Lichtenberg                                         |  |  |       |  |  |                              |  |  |                                 |  |
| Federica Luisa d'Assia-Darmstadt          |                                                 | Luigi IX d'Assia-Darmstadt                             |                                                                       |  |  |       |  |  |                              |  |  |                                 |  |
|                                           |                                                 | Carolina del Palatinato-Zweibrücken-Birkenfeld         | Cristiano III del Palatinato-Zweibrücken                              |  |  |       |  |  |                              |  |  |                                 |  |
|                                           |                                                 | Carolina del Palatinato-Zweibrücken-Birkenfeld         | Cristiano III del Palatinato-Zweibrücken                              |  |  |       |  |  |                              |  |  |                                 |  |
|                                           |                                                 | Carolina del Palatinato-Zweibrücken-Birkenfeld         | Carolina di Nassau-Saarbrücken                                        |  |  |       |  |  |                              |  |  |                                 |  |
| Federico Guglielmo IV                     |                                                 | Carolina del Palatinato-Zweibrücken-Birkenfeld         |                                                                       |  |  |       |  |  |                              |  |  |                                 |  |
|                                           | Carlo Ludovico Federico di Meclemburgo-Strelitz | Adolfo Federico II di Meclemburgo-Strelitz             |                                                                       |  |  |       |  |  |                              |  |  |                                 |  |
|                                           | Carlo Ludovico Federico di Meclemburgo-Strelitz | Adolfo Federico II di Meclemburgo-Strelitz             |                                                                       |  |  |       |  |  |                              |  |  |                                 |  |
|                                           | Carlo Ludovico Federico di Meclemburgo-Strelitz | Cristiana Emilia di Schwarzburg-Sonderhausen           |                                                                       |  |  |       |  |  |                              |  |  |                                 |  |
| Carlo II di Meclemburgo-Strelitz          | Carlo Ludovico Federico di Meclemburgo-Strelitz |                                                        |                                                                       |  |  |       |  |  |                              |  |  |                                 |  |
|                                           |                                                 | Elisabetta Albertina di Sassonia-Hildburghausen        | Ernesto Federico I di Sassonia-Hildburghausen                         |  |  |       |  |  |                              |  |  |                                 |  |
|                                           |                                                 | Elisabetta Albertina di Sassonia-Hildburghausen        | Ernesto Federico I di Sassonia-Hildburghausen                         |  |  |       |  |  |                              |  |  |                                 |  |
|                                           |                                                 | Elisabetta Albertina di Sassonia-Hildburghausen        | Sofia Albertina di Erbach-Erbach                                      |  |  |       |  |  |                              |  |  |                                 |  |
| Luisa di Meclemburgo-Strelitz             |                                                 | Elisabetta Albertina di Sassonia-Hildburghausen        |                                                                       |  |  |       |  |  |                              |  |  |                                 |  |
|                                           |                                                 | Giorgio Guglielmo d'Assia-Darmstadt                    | Luigi VIII d'Assia-Darmstadt                                          |  |  |       |  |  |                              |  |  |                                 |  |
|                                           |                                                 | Giorgio Guglielmo d'Assia-Darmstadt                    | Luigi VIII d'Assia-Darmstadt                                          |  |  |       |  |  |                              |  |  |                                 |  |
|                                           |                                                 | Giorgio Guglielmo d'Assia-Darmstadt                    | Carlotta di Hanau-Lichtenberg                                         |  |  |       |  |  |                              |  |  |                                 |  |
| Federica Carolina Luisa d'Assia-Darmstadt |                                                 | Giorgio Guglielmo d'Assia-Darmstadt                    |                                                                       |  |  |       |  |  |                              |  |  |                                 |  |
|                                           |                                                 | Maria Luisa Albertina di Leiningen-Dagsburg-Falkenburg | Cristiano Carlo Reinardo di Leiningen-Dachsburg-Falkenburg-Heidesheim |  |  |       |  |  |                              |  |  |                                 |  |
|                                           |                                                 | Maria Luisa Albertina di Leiningen-Dagsburg-Falkenburg | Cristiano Carlo Reinardo di Leiningen-Dachsburg-Falkenburg-Heidesheim |  |  |       |  |  |                              |  |  |                                 |  |
|                                           |                                                 | Maria Luisa Albertina di Leiningen-Dagsburg-Falkenburg | Caterina Polissena di Solms-Rödelheim-Assenheim                       |  |  |       |  |  |                              |  |  |                                 |  |
|                                           |                                                 | Maria Luisa Albertina di Leiningen-Dagsburg-Falkenburg |                                                                       |  |  |       |  |  |                              |  |  |                                 |  |